# Marc Pujol
Marc Pujol Pons (ur. 21 sierpnia 1982) – andorski piłkarz, grający na pozycji pomocnika. Na co dzień występuje w klubie Inter Club d’Escaldes. Od 2000 roku jest zawodnikiem reprezentacji Andory, w której barwach rozegrał 82 mecze i strzelił 2 bramki.